# Plana Estreta (Serradell)
La Plana Estreta és una plana del terme municipal de Conca de Dalt, a l'antic terme de Toralla i Serradell, al Pallars Jussà, en territori que havia estat del poble de Serradell.
Es tracta d'una plana rompuda enmig del bosc, formant un camp de conreu del tot envoltat per bosc. És al sud de Serradell, a l'esquerra del barranc de Sant Salvador. És al vessant nord de la Serra de Sant Salvador, al nord de l'Obac de Serradell, a llevant de la Costa del Clot.